# Eupsilia delicata
Eupsilia delicata är en fjärilsart som beskrevs av Ronkay, Varga och Gottfried Behounek 1991. Eupsilia delicata ingår i släktet Eupsilia och familjen nattflyn. Inga underarter finns listade i Catalogue of Life.